# 石門県
石門県（せきもん-けん）は中華人民共和国湖南省常徳市に位置する県。

## 歴史
三国時代、松粱山中で石洞が発見され、呉の皇帝であった孫休が吉祥とし天門郡を追いたのが前身である。隋代に郡制が廃止された際に石門県と改称された。

## 行政区画
- 街道：楚江街道、永興街道、宝峰街道、二都街道
- 鎮：蒙泉鎮、夾山鎮、易家渡鎮、新関鎮、皂市鎮、維新鎮、太平鎮、磨市鎮、壷瓶山鎮、南北鎮、白雲鎮、新鋪鎮、子良鎮
- 郷：三聖郷、所街郷、雁池郷、羅坪郷